# Jerry Ahrlin

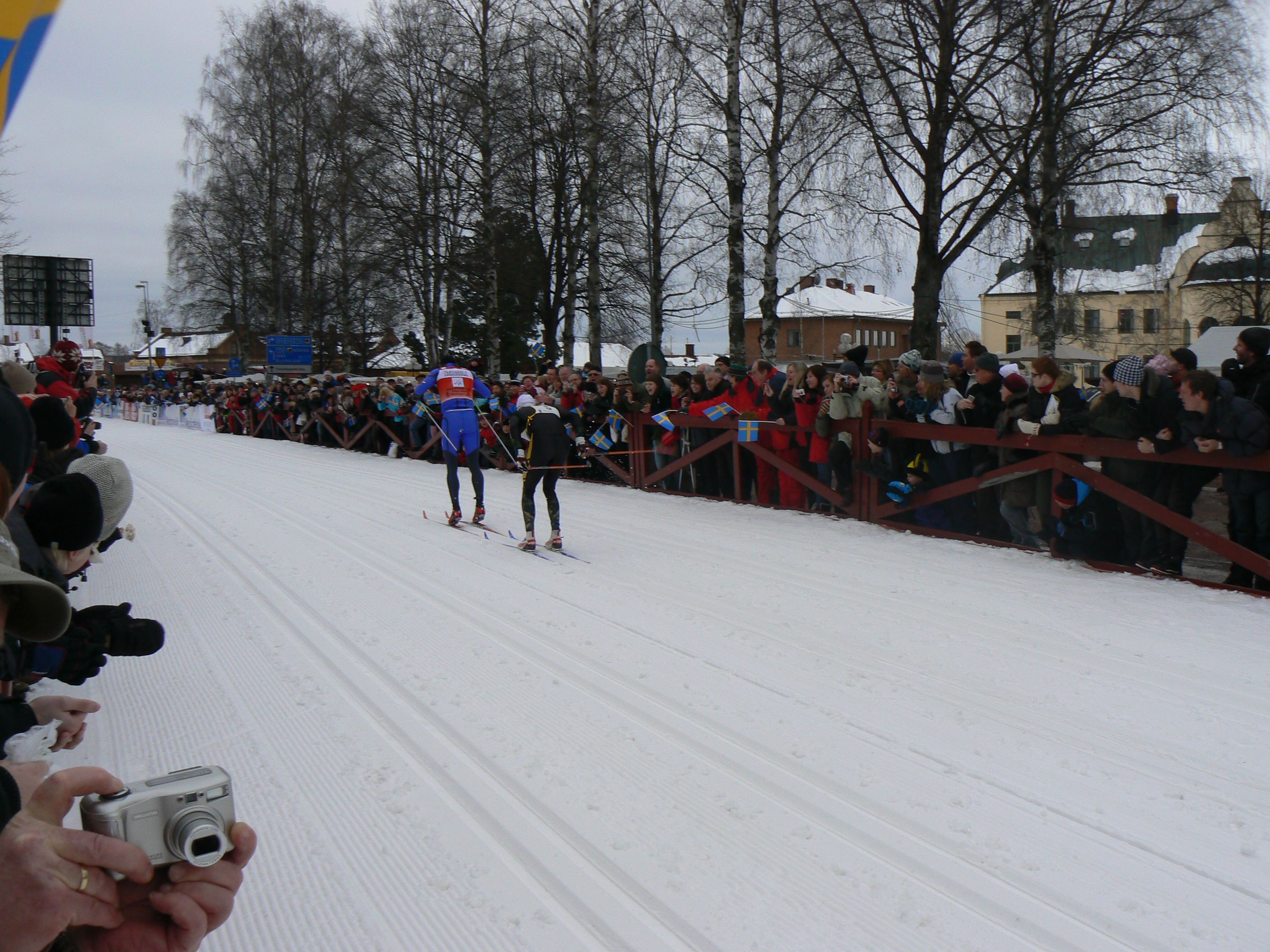
Duellen på upploppet i Vasaloppet 2007. Oskar Svärd (svart dräkt) ligger ännu bakom Jerry Ahrlin (blå dräkt) när ett par hundra meter återstår.

Jerry Andrej Ahrlin, född 15 januari 1978 i Östersund, är en svensk längdskidåkare.
Ahrlin har tävlat i världscupen sedan 2002 och hans största framgångar har kommit i långlopp. Säsongen 2007 vann han den totala långloppscupen. Ahrlin blev 2005 fyra i Vasaloppet, 2006 slutade han 2:a efter Daniel Tynell och 2007 blev han återigen tvåa, slagen på upploppet av Oskar Svärd. 2008 blev Jerry Ahrlin trea i Vasaloppet efter att ha försökt sig på att staka hela loppet på kortare fristilsskidor. Han var aktiv tidigt i loppet och höll länge. Till slut orkade han dock inte följa när bröderna Aukland från Norge pressade upp tempot i backarna före Oxberg. Jörgen Aukland vann loppet 2008 före storebror Anders Aukland och Jerry Ahrlin blev trea. Händerna var blodiga då blåsor hade spruckit, något han visade upp i TV.
Tidigare tävlade Ahrlin för Östersunds SK. Han representerade Vålådalens SK vid tredjeplatsen 2008 och även 2009. Sedan 2016 representerar han Team Swedemount Sports Club och Team Tynell, där den trefaldige Vasaloppsvinnaren Daniel Tynell är teamchef. Jerry Ahrlin är sambo med Laila Kveli.

## Meriter
- Segrare i Marcialonga 2007, 2009, 2011[2]
- Segrare i Tartu maraton 2007, 2011[3]
- Segrare i König Ludwig Lauf 2013[4]